# Pierre Toussain
Pierre Toussain (Tossanus) est un  réformateur français de Montbéliard, père de Daniel Toussain.

## Biographie
Il est né à Saint-Laurent, près de Marville et mort à Montbéliard le 5 octobre 1573.
Après des études à Metz, Bâle, Cologne, Paris et Rome, il devint chanoine de Metz en 1515 ; c'est là qu'il entra en contact avec les doctrines protestantes et, soupçonné d'y adhérer, il fut forcé de fuir à Bâle. Après un séjour à Paris, il essaya d'introduire à Metz les doctrines nouvelles, mais n'arriva qu'à se faire emprisonner à Pont-à-Mousson. Le 11 mars 1526, il fut privé de son bénéfice et expulsé de Metz.
Il revint alors à Paris, où il devint aumônier de Marguerite de Navarre, mais en 1531 il fut de nouveau obligé de fuir de France. Après avoir rendu visite à Zwingli à Zurich, Guillaume Farel à Grandson, et Simon Sulzer à Bâle, il se rendit à Wittenberg. Sur le chemin du retour, comme il passait à Tübingen,  il accepta volontiers l'invitation du duc Ulrich de Wurtemberg d'aller poursuivre à Montbéliard la Réforme commencée par Johann Gayling et Farel.
En quatre ans (1535-39) le protestantisme fut définitivement établi et la messe abolie, si bien que la plupart des chanoines se réfugièrent à Besançon. Toussain devint le chef de la nouvelle organisation ecclésiastique qui, à la fois française et suisse, fut impliquée dans de graves controverses avec les aumôniers du comte Christophe de Wurtemberg, qui s'était établi à Montbéliard en 1542. En conséquence il se retira à Bâle en 1545/46, mais il revint à Montbéliard lorsque l'affaire au bout du compte fut arrangée.
Il fut l'un des rares hommes d'Église à être épargné pendant l'Intérim d'Augsbourg (1548-52), et avec la deuxième expulsion des catholiques de Montbéliard en 1552, il reprit son poste de surintendant à la tête du clergé protestant. En 1559, sous les ordres du nouveau comte Frédéric, les rites du Wurtemberg furent introduits, mais la résistance opiniâtre de Toussain et de son clergé contraignit les représentants du comte à faire des concessions, et surtout à permettre provisoirement l'usage de la liturgie de Toussain. En 1568, toutefois, tous les pasteurs qui avaient refusé d'adopter les rites du Wurtemberg furent déposés. Lorsque, en 1571, Jakob Andrea fut envoyé à Montbéliard par le gouvernement du Wurtemberg, le clergé fut passé au crible ; Daniel Toussain, le fils du réformateur, fut banni et son père mis à la retraite et remplacé par un luthérien. Tous les membres du clergé qui professaient soit Zwinglianisme, soit le calvinisme furent peu à peu écartés, et les dogmes de Tübingen furent rendus obligatoires.
Menant une vie stricte, dans l'esprit évangélique, Toussain fut un pasteur modèle et un organisateur avisé. Sa seule œuvre littéraire fut L'Ordre qu'on tient en l'église de Montbéliard en instruisant les enfans, et administrant les saints sacramens avec la forme du mariage et des prières (1559), dont un seul exemplaire semble avoir subsisté.